# أرجوك اعتني بأمي
أرجوك اعتني بأمي (الهانغول :엄마 를 부탁해) رواية من تأليف الكورية كيونغ سوك شين تدور حول بحث عائلة عن والدتها المفقودة، باعت الرواية مليون نسخة في غضون 10 أشهر من إطلاق النسخة الأولى منها عام 2009 في كوريا الجنوبية، حظيت الرواية باهتمام دولي وفاز الكاتب عام 2011 بجائزة مان الآسيوية الأدبية. وقد تم تكييف الرواية لتَلأم كل من طبيعة العروض المسرحية والموسيقية.
في أبريل 2012، بيع أكتر من مليوني نسخة من الرواية، ونشرت 10,000 نسخة كطبعة خاصة للاحتفال بالإنجاز.

## أحداثها
تدور أحداث الرواية حول فقدان عائلة كورية والدتهم المسنة بارك سو نيو، ضائعة بعد أن سبقها زوجها مخلفاً إياها خارجاً تائهة بين حشود محطة مترو سيول لقطار الأنفاق ، لتبدأ الأسرة رحلة البحث عنها، في تلك اللحظة فقط أصبحت الأم حاضرة في حياتهم، بعد أن كانت غائبة، كيف للمرء أن يفقد إنساناً وكأنه لم يكن؟ هل هذا ممكن! أين ؟ كيف؟ ولماذا؟ ستجد نفسك تجري في سباق مع الصفحات لإيجاد الوالدة المفقودة، تبحر وتغوص في أعماق نفوس وذكريات أفراد العائلة وكيف وجدوا أنفسهم أمام السؤال الكبير «هل التي ضاعت هي أمنّا التي نعرفها ؟!» رموز وأسرار خفية منذ فترة طويلة وأحزان تبدأ في التجلى، في نهاية المطاف يضطرون إلى التساؤل: كيف لم يعرفوا في الواقع امرأة عاشوا معها، تلك المرأة التي أمضت حياتها مضحية بكل شيء حتى اليوم الذي اختفت فيه، وذلك الندم الذي يجتاحهم، ويقينهم أن مرحلة فقدان تلك المرأة لم تبدأ بذلك اليوم المشؤوم ولكنها اختفت رويداً رويداً بعدما ضحّت بنفسها جسداً وروحاً ونست فرحة وجودها وشبابها وأحلامها من أجلهم .

## شخصيات الرواية
- بارك سو نيو - الشخصية المحورية التي تدور أحداث الرواية حولها؛ واعتبارها نموذج امرأة كورية ريفية تقليدية وأم لأربعة أبناء كل دورها في الحياة هو العناية بالاسرة ورعايتها أو هكذا يعتقدون ؛ فقدت للأسف في محطة المترو في محطة سيول.
- هيونغ تشول - ابن بارك سو نيو البكر والتي لا تخفي تعلقها به كثيراً , جاوز 50 من عمره تقريباً , حلمت بأنه أصبح المدعي العام ووعد أمه بذلك ولكن ذلك الحلم لم يتحقق.
- تشي هون - الأبنة الثانية شابة ترتبط بعملها كصحفية، فهي مشغولة دائماً
- يو بن -صديق تشي هون
- يون تشون - ابنة هيونغ تشول
- يون كيون - شقيق يو في القانون
- هونغ تاي هي - مديرة دار الأيتام

## وصلات خارجية
- آراء القراء على موقع أبجد حول رواية أرجوك اعتني بأمي
- آراء القراء على موقع goodreads حول رواية أرجوك اعتني بأمي